# Signiphora euclidi
Signiphora euclidi is een vliesvleugelig insect uit de familie Signiphoridae. De wetenschappelijke naam is voor het eerst geldig gepubliceerd in 1935 door Girault.